# Florian Neuhaus
Florian Christian Neuhaus (16 de março de 1997) é um futebolista alemão que atua como meia. Atualmente joga pelo Borussia Mönchengladbach.

## Carreira

### Início de carreira
Neuhaus começou sua carreira no time juvenil do TSV 1860 Munique. Subiu para o time principal e fez sua estreia como profissional na 2.Bundesliga em 2016.

### Fortuna Düsseldorf
Depois de impressionar na 2. Bundesliga em sua primeira temporada profissional com 1860 Munique, Neuhaus foi transferido para o Borussia Mönchengladbach no verão de 2017, sendo imediatamente emprestado para o Fortuna Düsseldorf para a temporada 2017–18. Ele atuou em 27 jogos, onde marcou seis gols e deu três assistências. Foi campeão da 2. Bundesliga de 2017–18.

### Borussia Mönchengladbach
Neuhaus retornou do empréstimo e fez sua primeira temporada na equipe do Gladbach em 2018–19. Em 2019, assinou uma prorrogação de contrato até 2024. Até o momento da extensão do contrato, Neuhaus havia atuado em 50 jogos pelo clube, contribuindo com cinco gols e 10 assistências somando todas as competições.

## Seleção nacional
O jogador estreou pela seleção alemã de Joachim Löw em 7 de outubro de 2020 e marcou um gol na sua estreia internacional, no empate em 3-3 com a Turquia.
Foi convocado por Joachim Löw para disputar as Eliminatórias Europeias da Copa do Mundo de 2022.

## Títulos
Fortuna Düsseldorf
- 2. Bundesliga de 2017–18